# Frejon
Le frejon (du mot portugais feijão pour haricots) est une soupe au lait de coco et aux haricots qui est consommée en particulier pendant la Semaine Sainte par une partie des chrétiens, principalement catholiques, à travers le monde. Les pays où le frejon est populaire incluent le Brésil et le Nigeria (en particulier parmi les Yoruba qui sont revenus du Brésil au Nigeria à la suite de l'abolition de la traite des esclaves et se sont installés dans ce qu'on appelle les « quartiers brésiliens » sur l'île de Lagos), ainsi que la Sierra Leone le Vendredi saint, ou pour des événements tels que les mariages. Étant donné que les produits laitiers et la viande de bœuf, de porc, de chèvre) sont strictement interdits le Vendredi saint, ce plat est un accompagnement approprié aux aliments non laitiers tels que le poisson frit et les escargots poivrés.

## Caractéristiques principales et variantes
Les frejons consommés au Nigeria et en Afrique de l'Ouest sont des puddings à base de haricots noirs cuits lentement toute la nuit sur un feu de bois ou de charbon de bois, puis mélangés à du lait de coco pour former un pudding épais, sucré et onctueux. Dans certains pays, le plat est parfumé au cacao. Le frejon est souvent servi avec un ragoût de poisson, des escargots poivrés et du Garri Ijebu.
On peut ajouter à la recette du frejon les ingrédients suivants : du poivre, des écrevisses, du sel et des tomates au mélange de haricots écrasés et de noix de coco.
On peut également obtenir du frejon sucré en y ajoutant du sucre. On peut aussi le refroidir jusqu'à ce qu'il durcisse, ou le diluer pour en faire une boisson servie avec des biscuits.